# عباس أباد (بهي دهبكري)
عباس أباد (بالفارسية: عباس‌آباد) هي منطقة سكنية تقع في إيران في قسم بهي دهبکري الريفي (مقاطعة بوكان). يقدر عدد سكانها بـ 81 نسمة .